# Sant Mateu de Bages
Pour les articles homonymes, voir Sant Mateu et San Mateo.
Sant Mateu de Bages est une commune de la province de Barcelone, en Catalogne, en Espagne, de la comarque de Bages.

## Lieux et monuments
- L'église Sant Mateu de Bages ;
- L'église Sant Martí de Bertrans ;
- L'église Santa Margarida de Bonveí, en ruines ;
- L'église Sant Joan dels Cans ;
- L'église Sant Miquel de Castelltallat ;
- L'église Sant Pere de Claret dels Cavallers ;
- L'église Santa Maria de Coaner ;
- L'église Sant Martí de les Feixes ;
- L'église Sant Cristòfol de Figuera ;
- L'église Santa Eugènia de Goberna, en ruines ;
- L'église Sant Martí de les Planes, en ruines ;
- L'église Sant Miquel de les Planes ;
- L'église Santa Maria de la Sala.